# Азан (речовина)

Хімічна будова аміаку, найпростіший азан

Азани /[ˌæzeɪns]/ — є ациклічними, насиченими водневими атомами азоту, що означає, що вони складаються лише з атомів водню та азоту, а всі зв’язки є одинарними. Отже, вони є гідридами пніктогену. Оскільки циклічні атоми азоту виключені за визначенням, азани містять гомологічний ряд неорганічних сполук із загальною хімічною формулою N
nH
n+2.
Кожен атом азоту має три зв’язки (зв’язки N-H або N-N), і кожен атом водню з’єднаний з атомом азоту (зв’язки H-N). Ряд зв’язаних атомів азоту відомий як скелет азоту або скелет азоту. Кількість атомів азоту використовується для визначення розміру азану (наприклад, N2-азан).
Найпростішим можливим азаном (батьківською молекулою) є аміак, NH
3
3. Немає обмежень щодо кількості атомів азоту, які можуть бути з’єднані разом, єдиним обмеженням є те, що молекула є ациклічною, насиченою та є гідроазотом.